# My Everything
„My Everything“ е вторият студиен албум на американската певица Ариана Гранде. Албумът е издаден на 22 август 2014 от Republic Records и включва гост появи от Ники Минаж, Джеси Джей и други.

## Списък с песните

### Оригинален траклист
1. „Intro“
2. „Problem“ (с Иги Азалия)
3. „One Last Time“
4. „Why Try“
5. „Break Free“ (със Зед)
6. „Best Mistake“ (с Биг Шон)
7. „Be My Baby“ (с Cashmere Cat)
8. „Break Your Heart Right Back“ (с Childish Gambino)
9. „Love Me Harder“ (с Уикенд)
10. „Just a Little Bit of Your Heart“
11. „Hands on Me“ (с A$AP Ferg)
12. „My Everything“

### Делукс издание
1. „Bang Bang“ (с Джеси Джей и Ники Минаж)
2. „Only 1“
3. „You Don't Know Me“

### Латиноамериканско издание
1. „Problem“ (с Иги Азалия и Джей Балвин)

### Walmart ексклузивно издание
1. „Problem“ (с Иги Азалия) (Wayne G Club Mix)

### Target ексклузивно издание
1. „Cadillac Song“
2. „Too Close“

### Японско издание
1. „Baby I“ (с Taro Hakase)

### Френско ново издание
1. „One Last Time“ (Attends-moi) (с Кенджи Жирак)
2. „Love Me Harder“ (с Уикенд) (Alex Ghenea Remix)
3. „One Last Time“ (Gazzo Remix)

### Италианско издание
1. „One Last Time“ (с Федец)
2. „Love Me Harder“ (с Уикенд) (Alex Ghenea Remix)
3. „One Last Time“ (PiZARRO Remix)

### Belgian Fnac делукс издание
1. „Problem“ (с Иги Азалия) (DJ Buddha Dub Remix)
2. „Problem“ (с Иги Азалия) (DJ Class Remix)

### Японско делукс издание (DVD)
1. „Problem“ (с Иги Азалия) (видеоклип)
2. „Problem“ (с Иги Азалия) (текстово видео)
3. „Официално интервю“